# Nachfolgestaat
Als Nachfolgestaat (auch Sukzessorstaat oder dementsprechend Sukzessionsstaat) wird im allgemeinen Sprachgebrauch ein Staat genannt, der das Staatsgebiet oder einen Teil eines zerfallenden oder sich verkleinernden Staates erwirbt oder auf dessen Territorium neu entsteht. Nach dem Fall des „Eisernen Vorhangs“ zerfielen beispielsweise die Sowjetunion (→ Nachfolgerepubliken der UdSSR), Jugoslawien und die Tschechoslowakei. Auch bei den Staaten nach dem Ersten Weltkrieg, die sich nach dem Auseinanderbrechen Österreich-Ungarns gründeten, spricht man von Nachfolgestaaten.

## Gesamtrechtsnachfolge im Völkerrecht
Im engeren völkerrechtlichen Sprachgebrauch bezeichnet ein Nachfolgestaat ein neues Völkerrechtssubjekt, das nach der Auflösung eines bestehenden die Rechtsnachfolge für diesen erloschenen Staat antritt. So fallen alle Verträge, Rechte und Pflichten, die für den vorherigen Staat gegolten haben, nun auf den Nachfolger. Die Wiener Konvention über das Recht der Staatennachfolge in Verträge (1978) sieht in Artikel 34 grundsätzlich eine Universalsukzession der nach einem Staatenuntergang neu entstandenen Staaten vor, und zwar sowohl in bilaterale als auch in multilaterale Verträge.

## Staatensukzession
Die Rechtsnachfolge im Staats- und Völkerrecht ist die Staatensukzession, das Einrücken eines Staates oder mehrerer Staaten in die völkerrechtliche Rechtsposition eines anderen Staates oder mehrerer anderer Staaten. Es geht um das Verhältnis von mindestens zwei Rechtssubjekten. Zu unterscheiden ist zwischen der Einverleibung (Annexion Koreas durch Japan 1910), Verschmelzung mehrerer Staaten zu einem (Vereinigte Arabische Republik 1958), Angliederung eines Staatsteils an einen anderen Staat (Hochsavoyen an Frankreich durch den Savoyerhandel 1860), Verselbständigung (Finnland 1917), Zerfall eines Staats in mehrere Staaten (Zerfall der Sowjetunion 1991 unter anderem in Russland, Litauen, Estland, Lettland) und die Gründung von Protektoraten, Mandaten und Treuhandgebieten.

## Beispiel Montenegro
Serbien hat als Nachfolgestaat von Serbien und Montenegro weiter die Mitgliedschaft in den Vereinten Nationen (UN), während Montenegro sich nach dem Unabhängigkeitsreferendum von Montenegro für die UN wie für andere Organisationen neu bewerben musste. Dies hatte die Verfassungscharta von Serbien und Montenegro vom 4. Februar 2003 so bestimmt. Montenegro hatte als der sich abspaltende Staat alle damit verbundenen Rechte der politischen und rechtlichen Kontinuität verwirkt und galt somit nicht als Nachfolgestaat im völkerrechtlichen Sinne.